# Azálea
- Commons
- Wikispecies

A azálea ou azaleia é um arbusto de flores classificadas no gênero dos rododendros, existem azaleias de folhas caducas e azaleias perenes. É um dos símbolos da cidade de São Paulo, assim declarado pelo prefeito Jânio Quadros.
Uma das diferenças principais entre as azáleas e as demais espécies de rododendros é seu tamanho e crescimento da flor. Os rododendros desenvolvem inflorescências, enquanto a maioria das azaleias têm floradas terminais - uma para cada talo. Apesar disso, brotam tantos talos que durante as estações em que florescem formam uma sólida massa colorida que variam entre magenta, vermelho, laranja, cor de rosa, amarelo, lilás e branco.
As flores híbridas de azaleia se desenvolvem durante centenas de anos. Essas mudanças genéticas feitas pelo ser humano produziram mais de 10 mil espécies cultivadas. Também podem ser recolhidas e germinadas as sementes.
Estas plantas precisam de um solo bem drenado e uma exposição sombreada e fresca. O uso de fertilizantes é optativo. Algumas das espécies demandam podas regulares.

## Gênero Azalea (Linné)

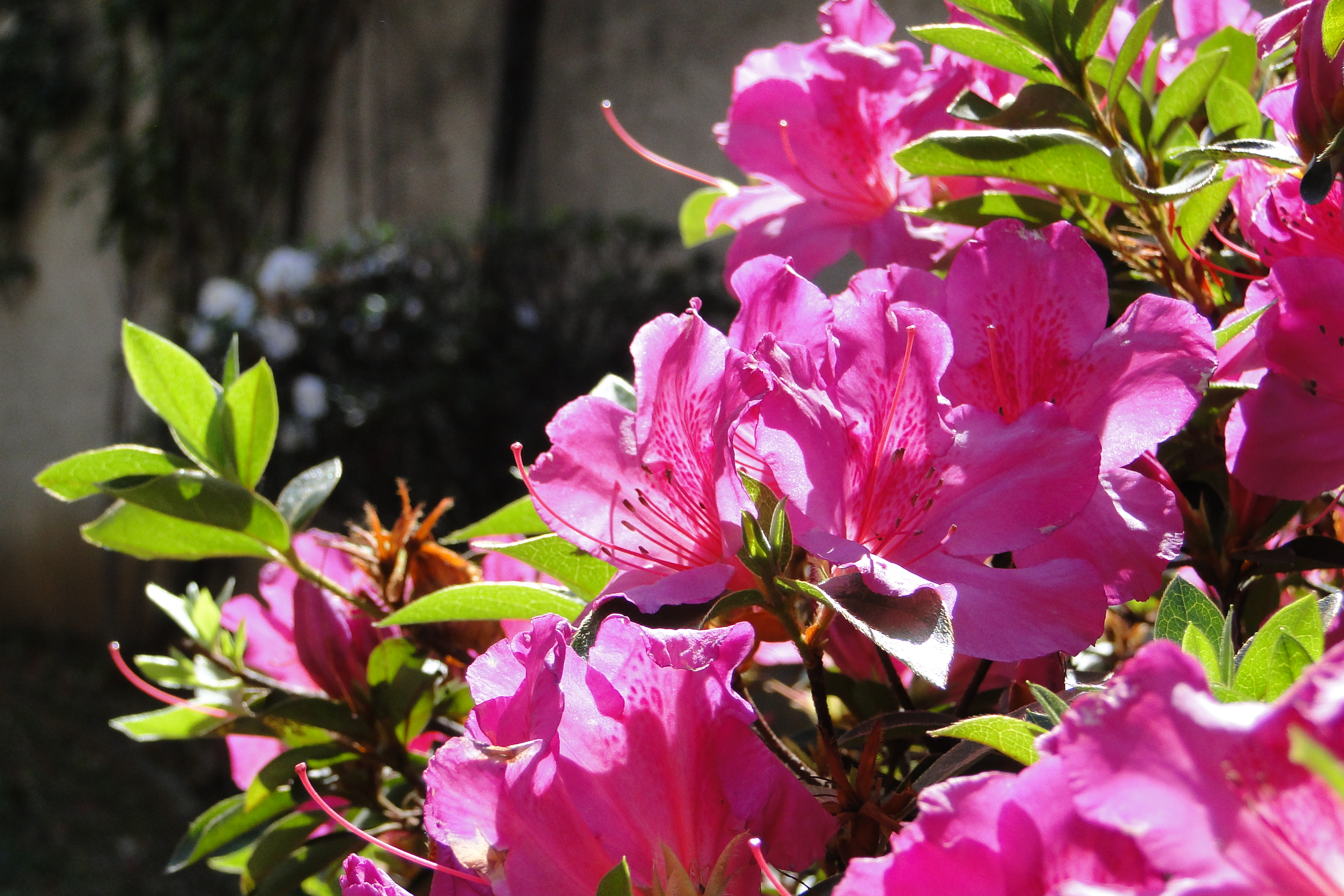
Azaleias Rosas
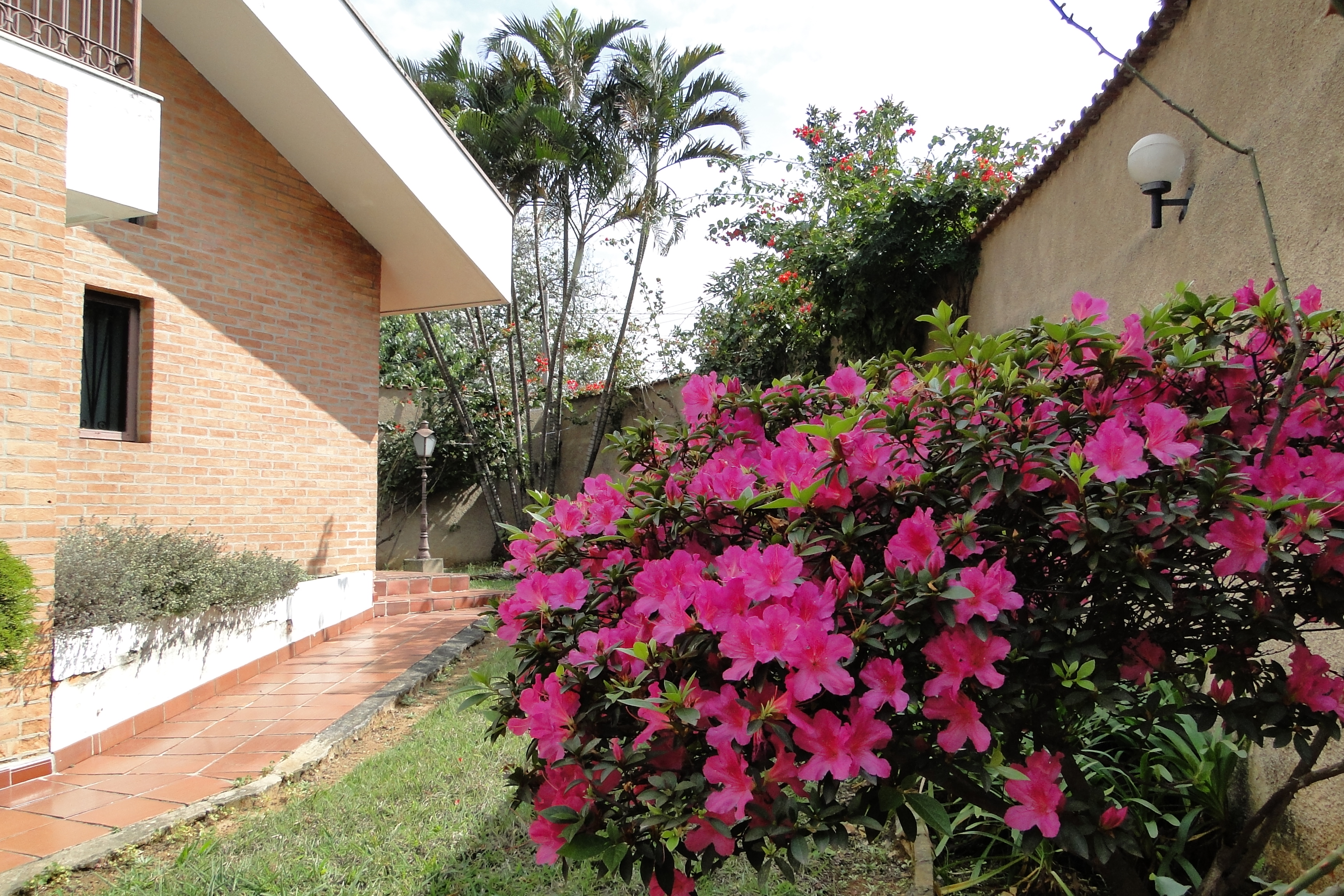
Azaleias Rosas
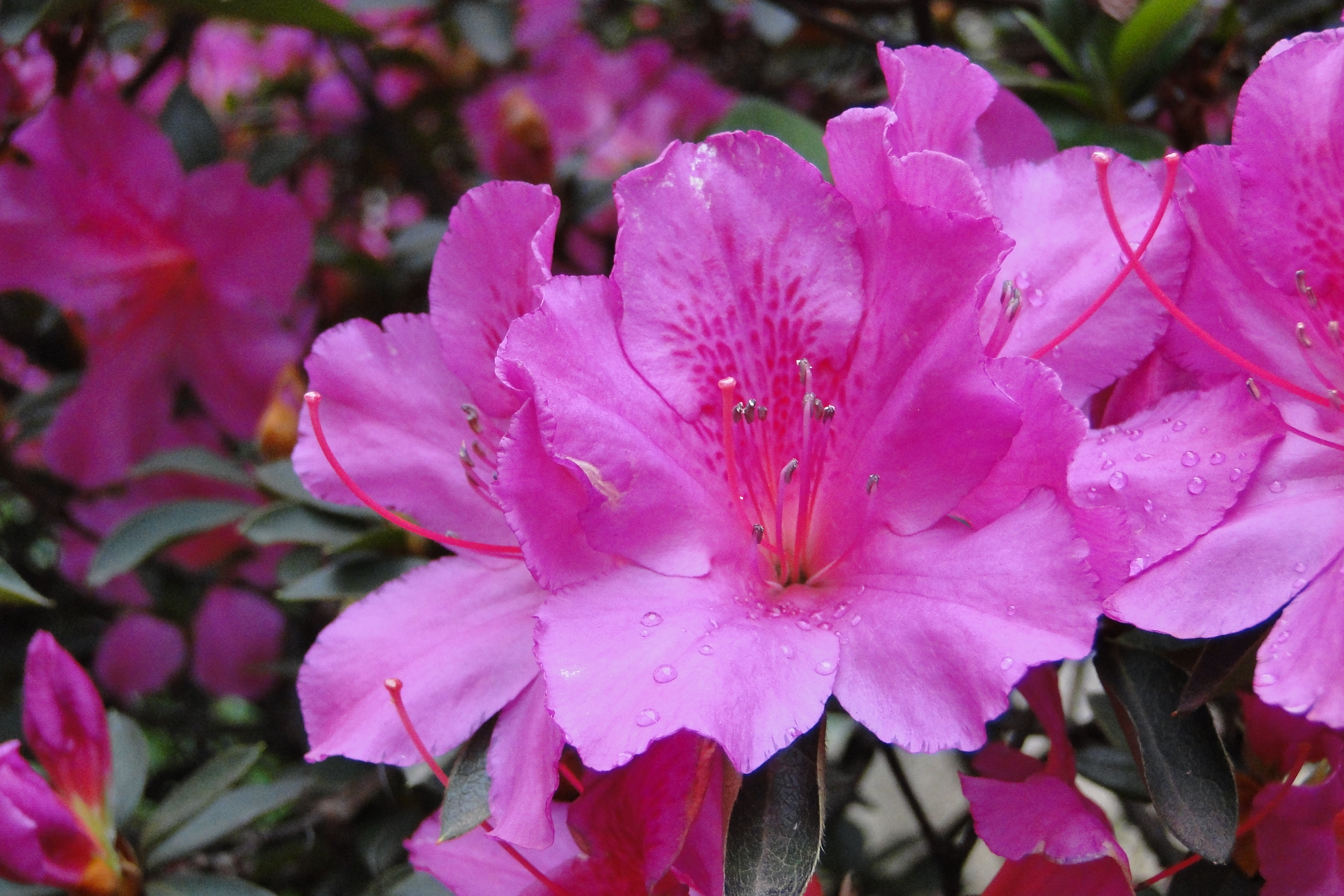
Azaleias Rosas
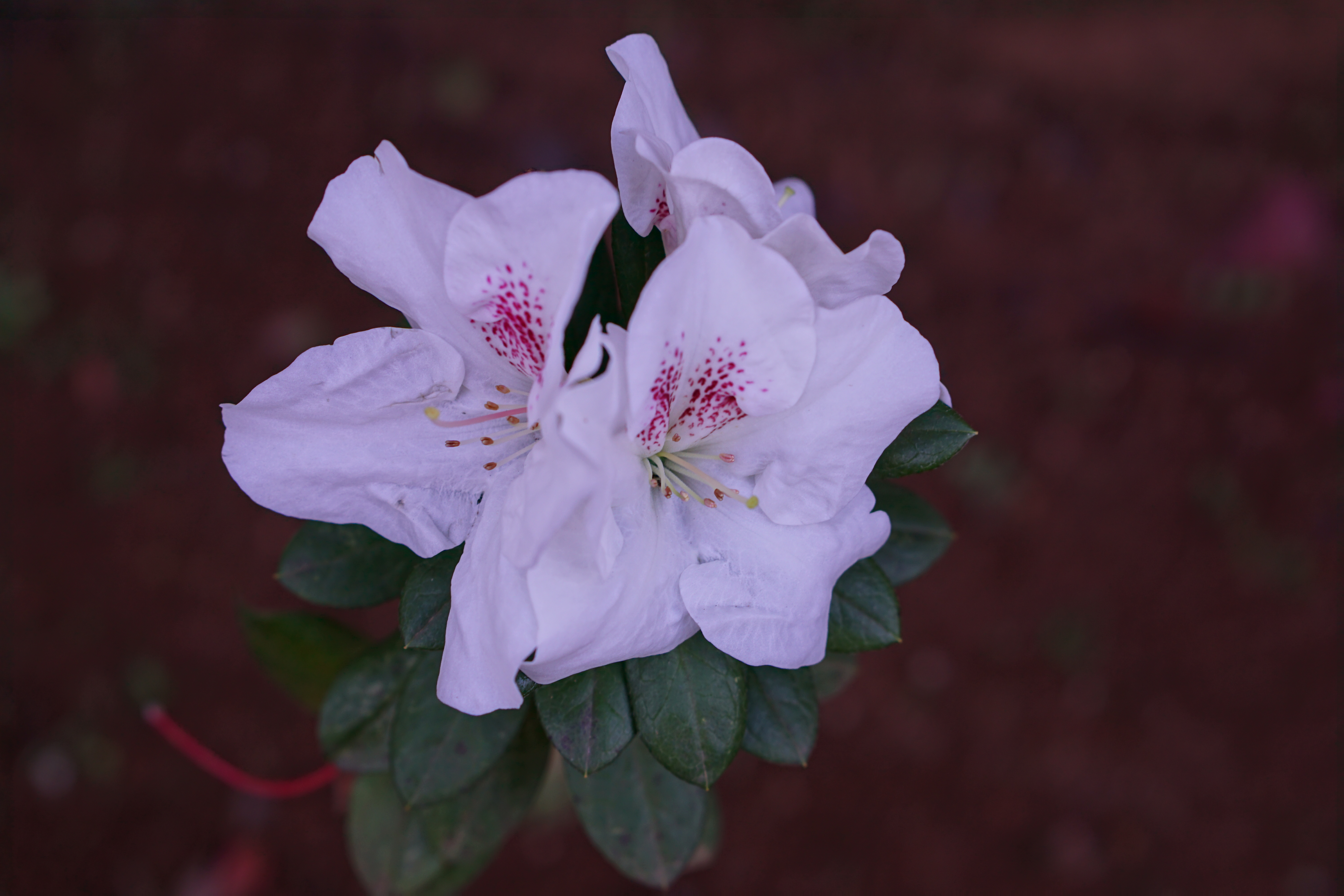
Azaleia Branca
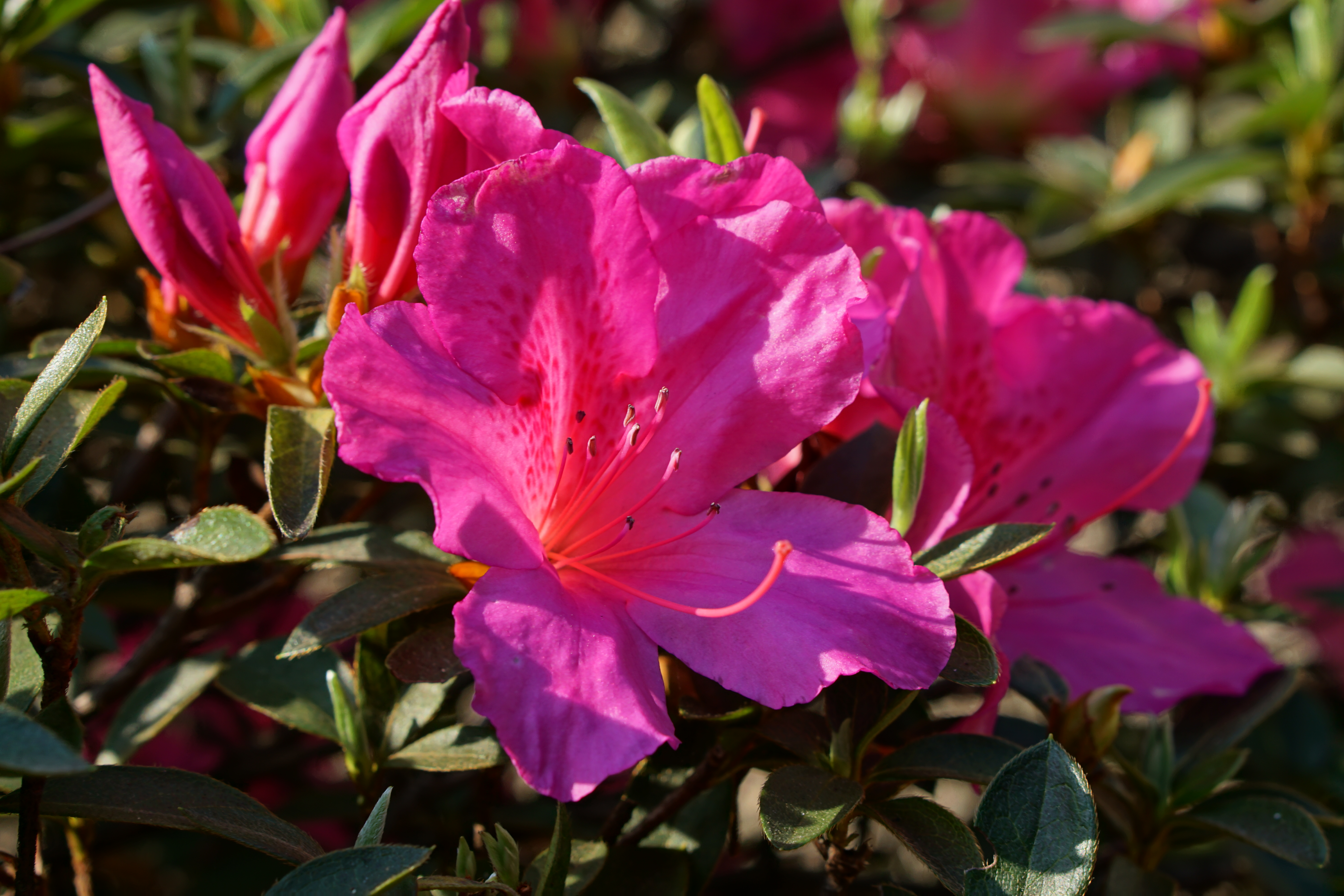
Azaleia Rosa
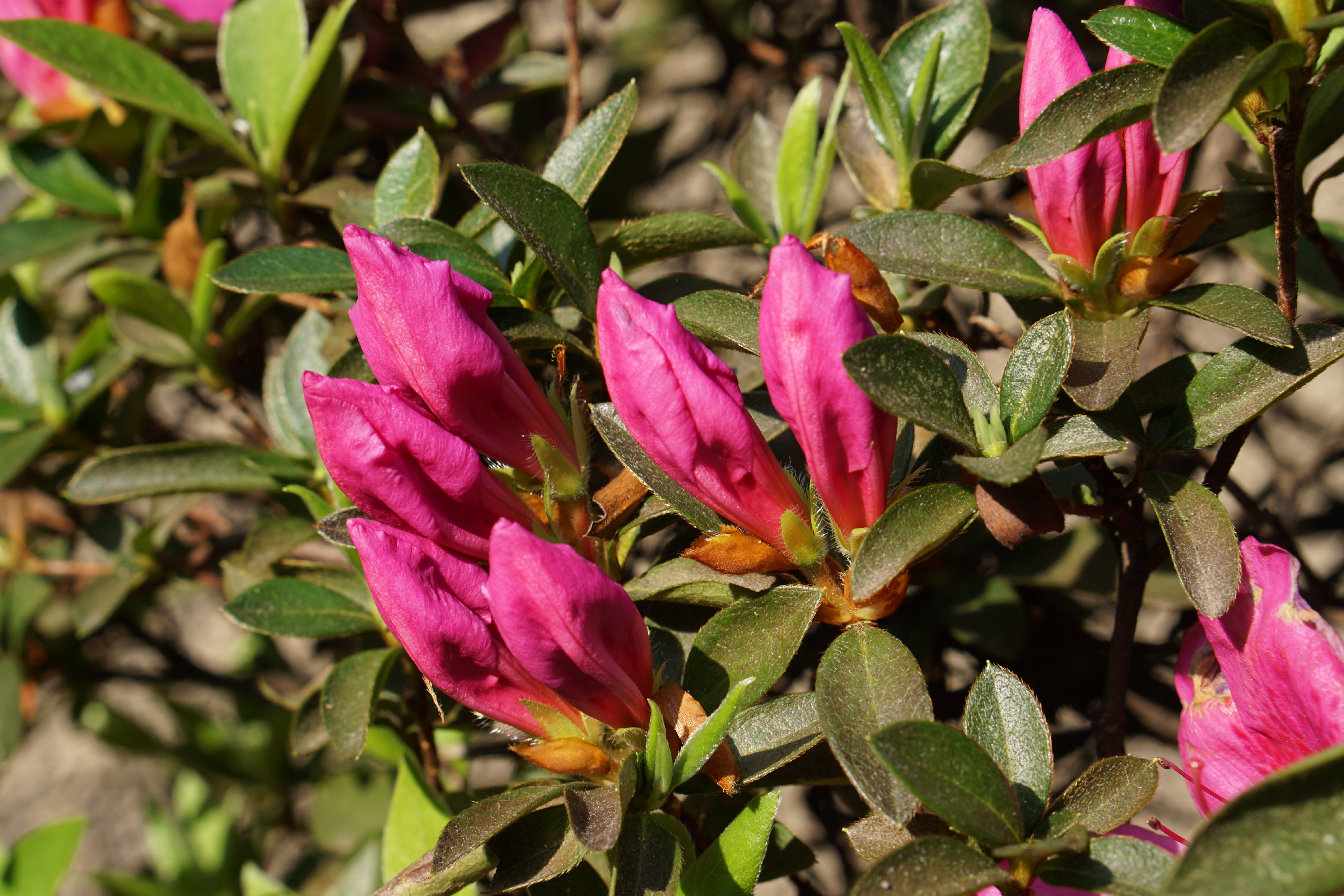
Botão
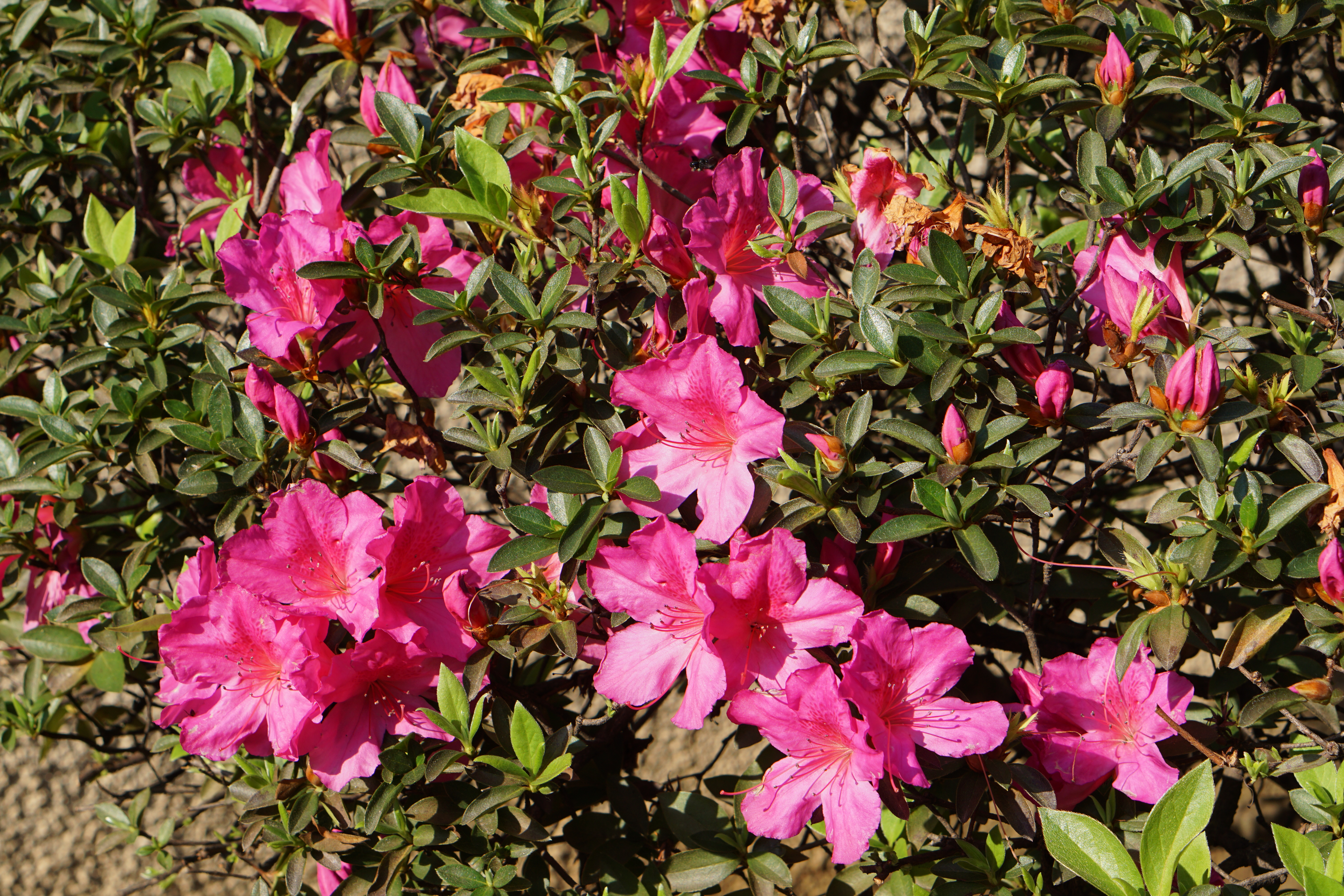
Azaleia Rosa
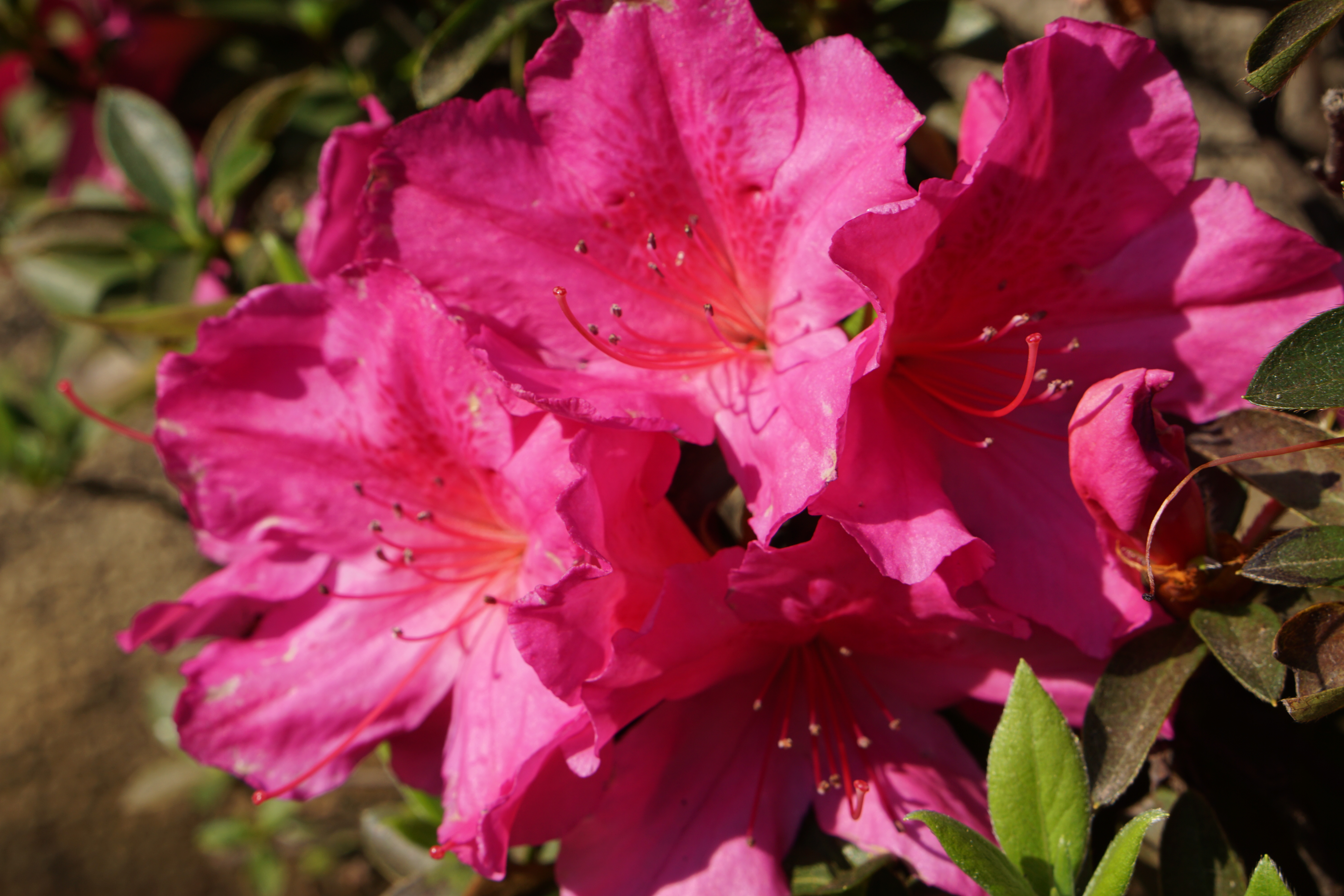
Azaleia Rosa
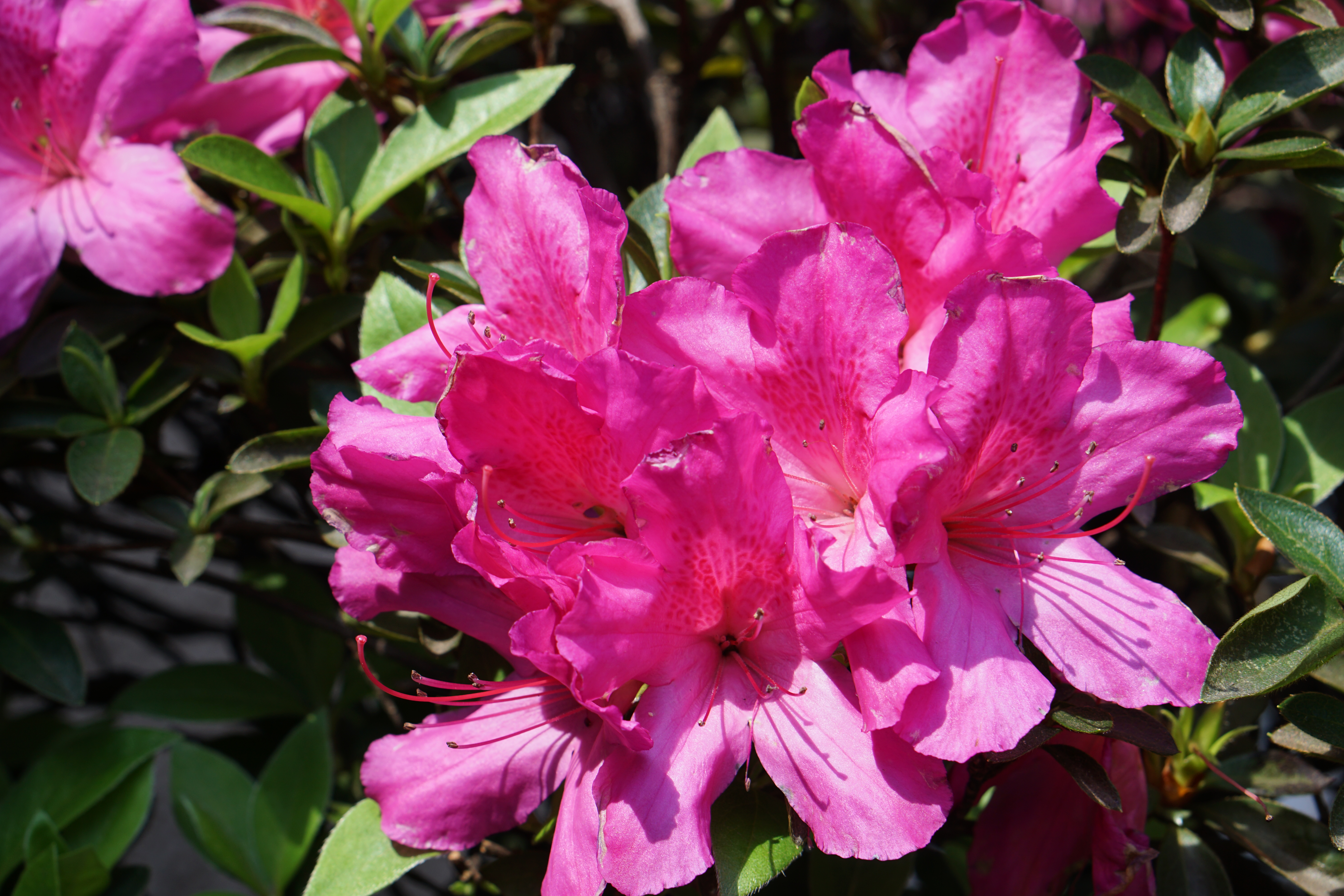
Azaleia Rosa
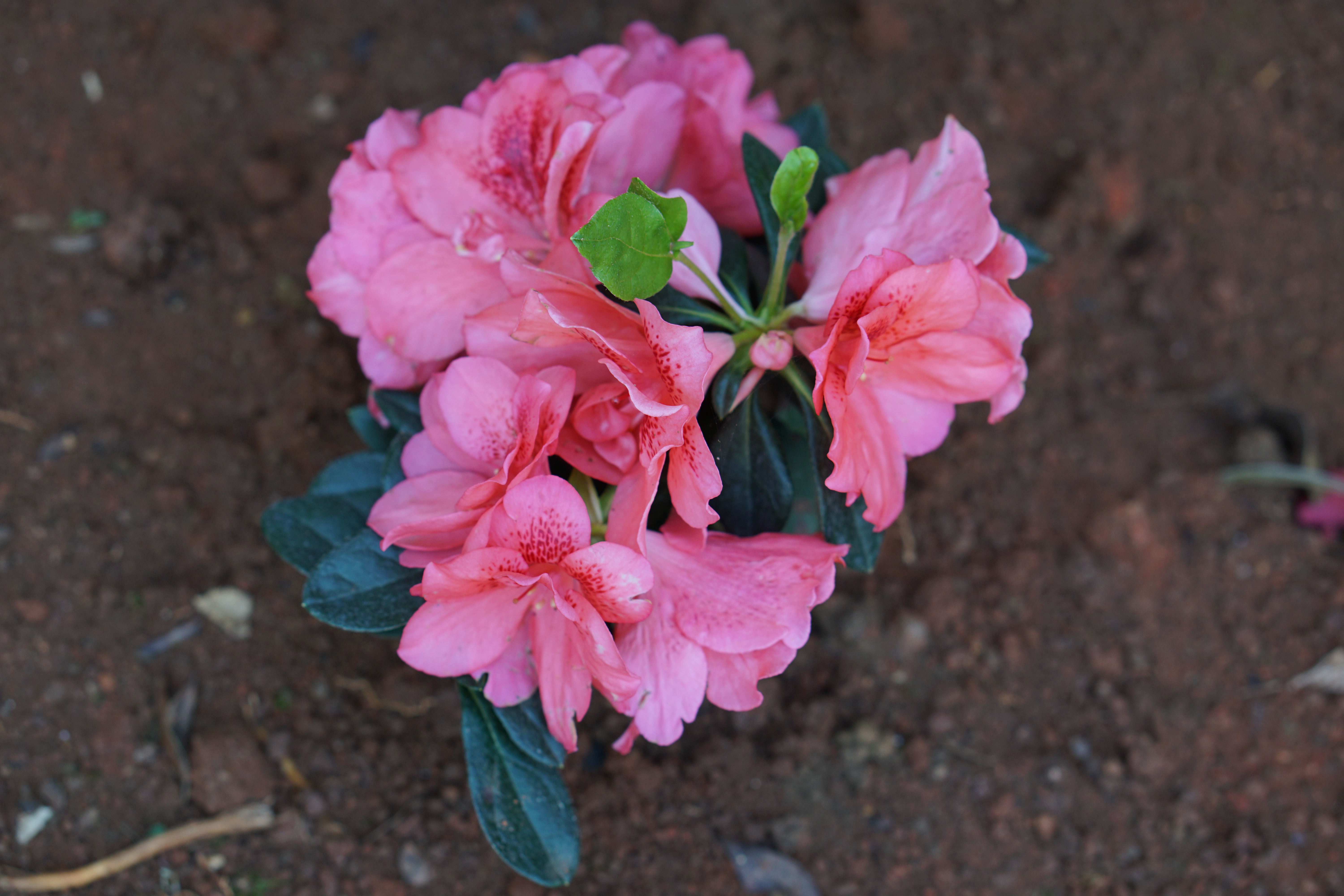
Azaleia Rosa
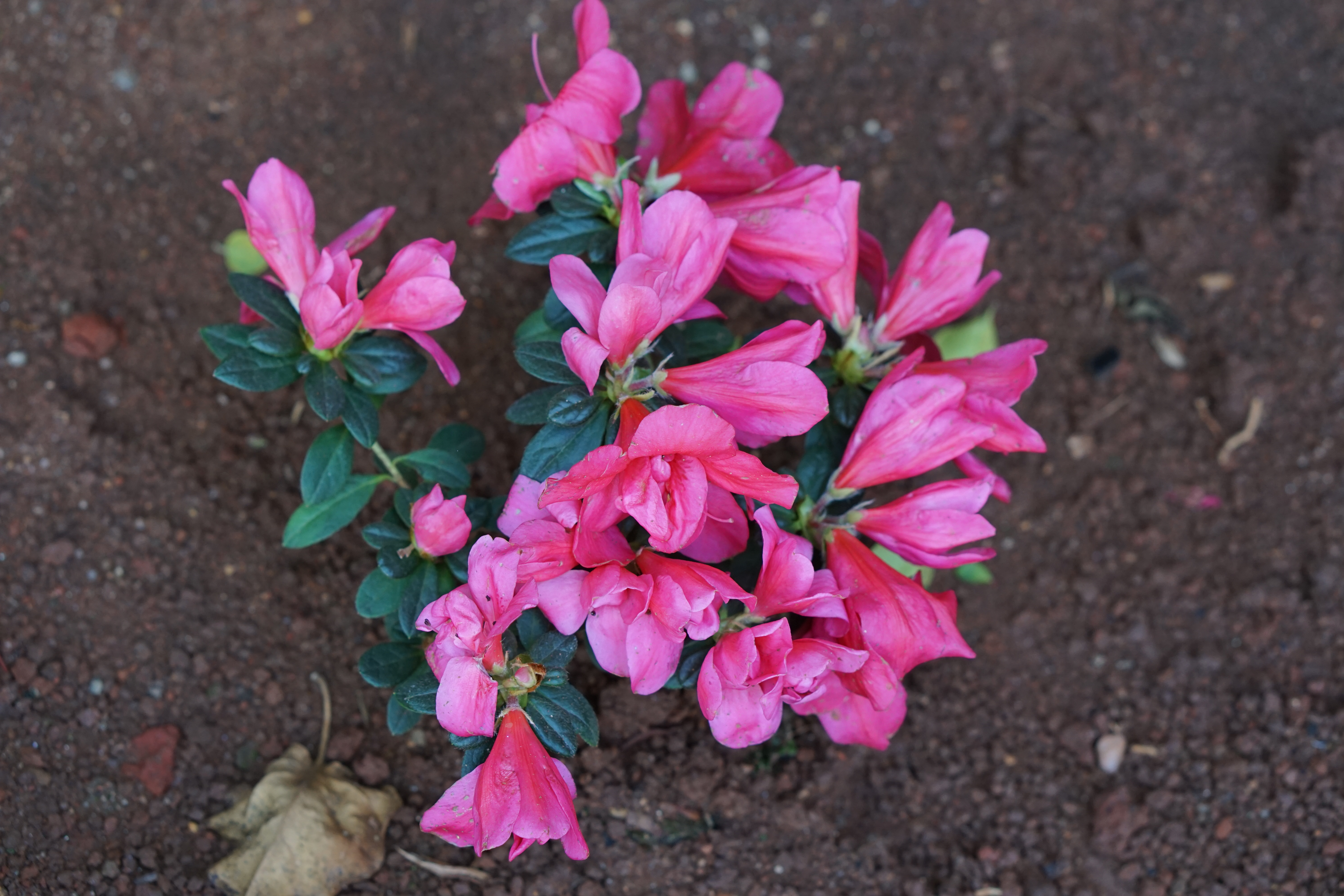
Azaleia Rosa
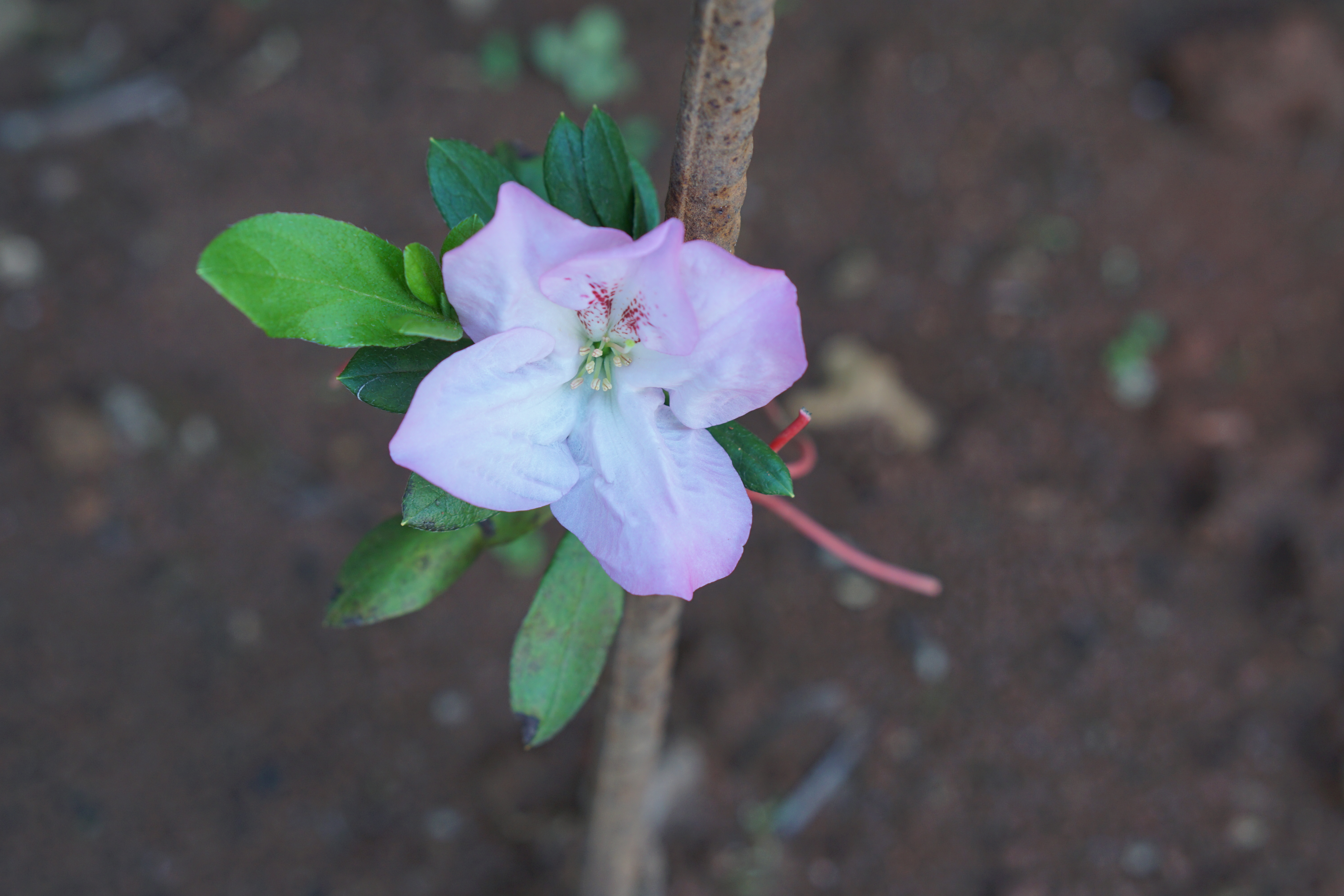
Azaleia Branca e Rosa
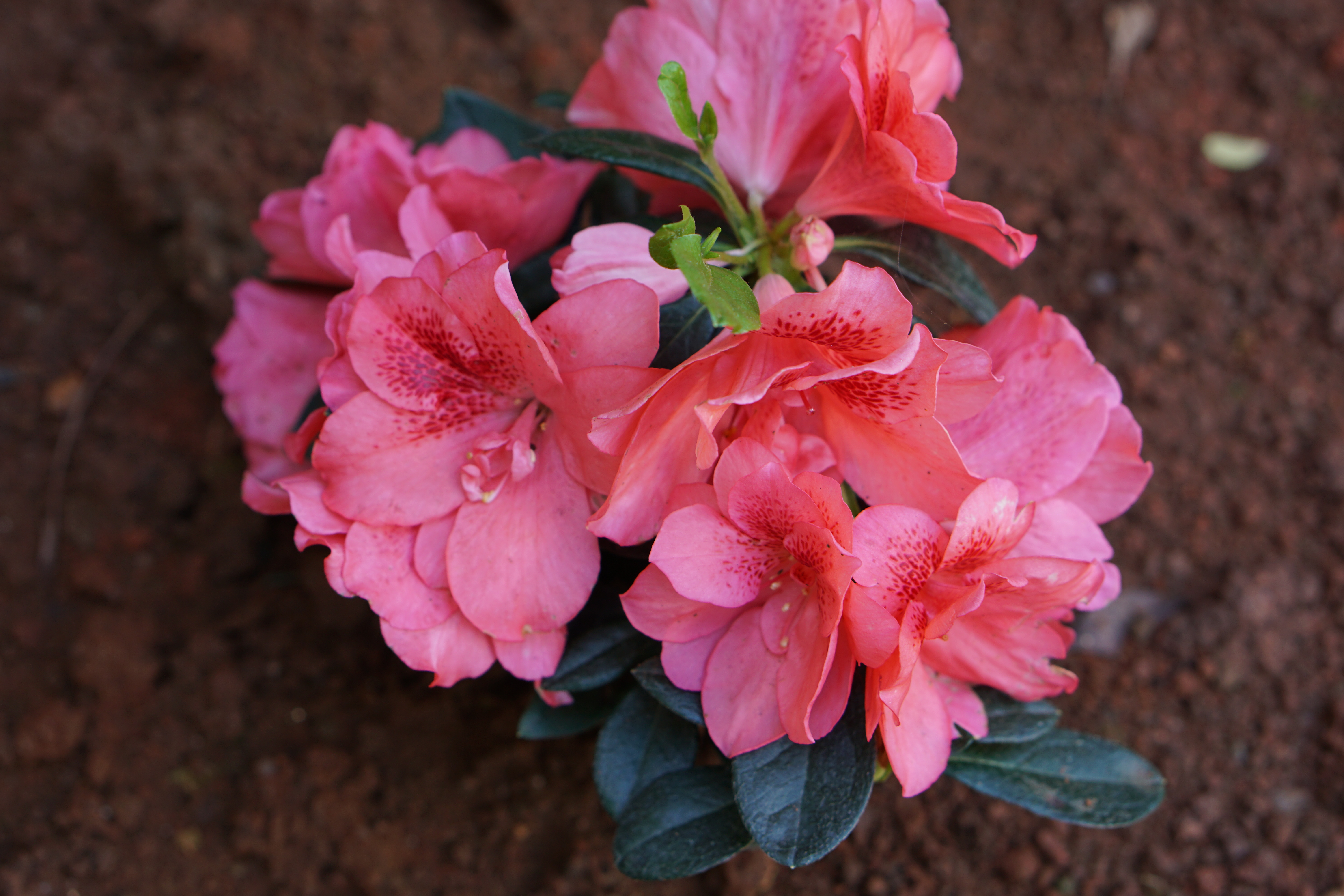
Azaleia Vermelha
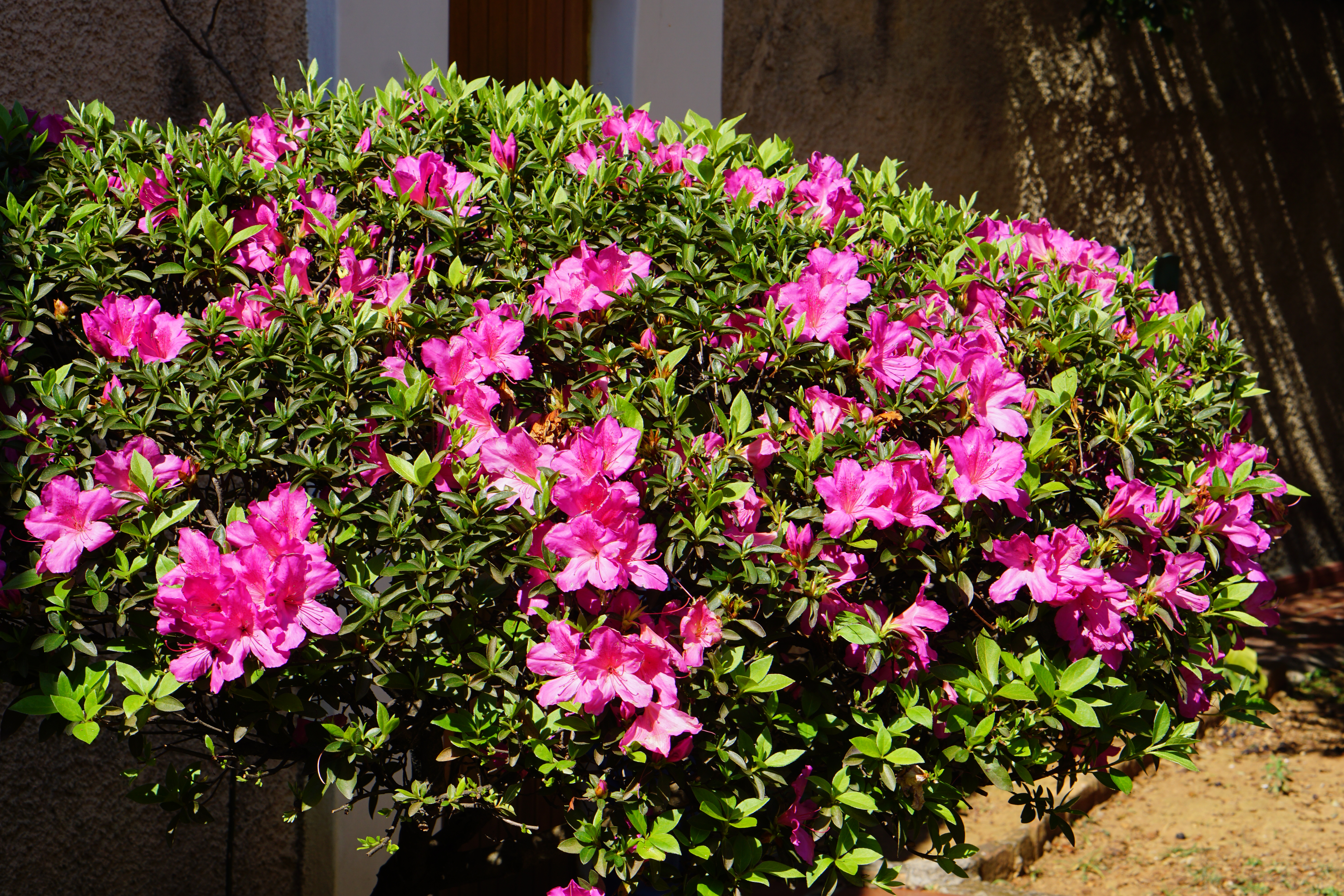
Azaleias Rosas
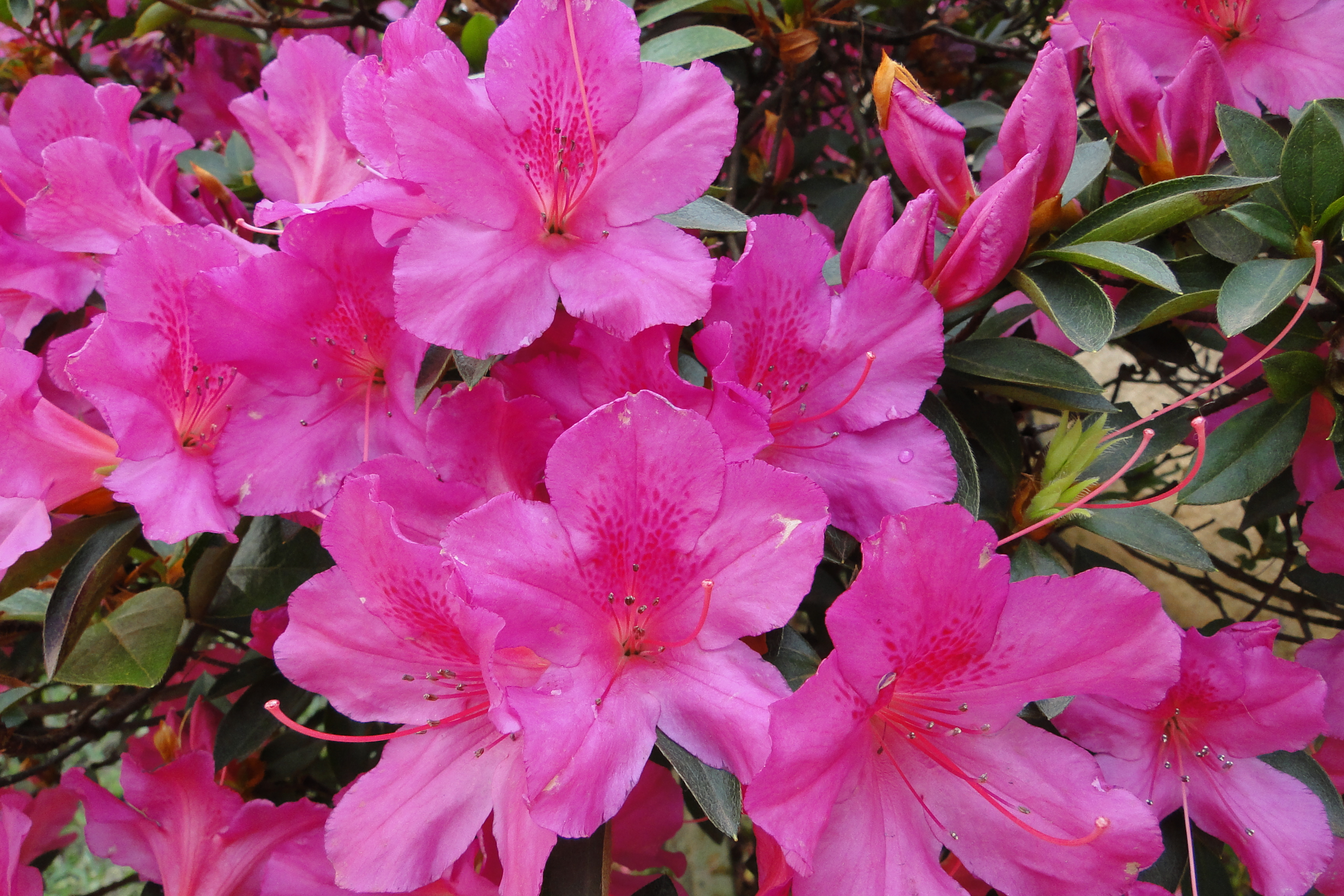
Azaleias Rosas
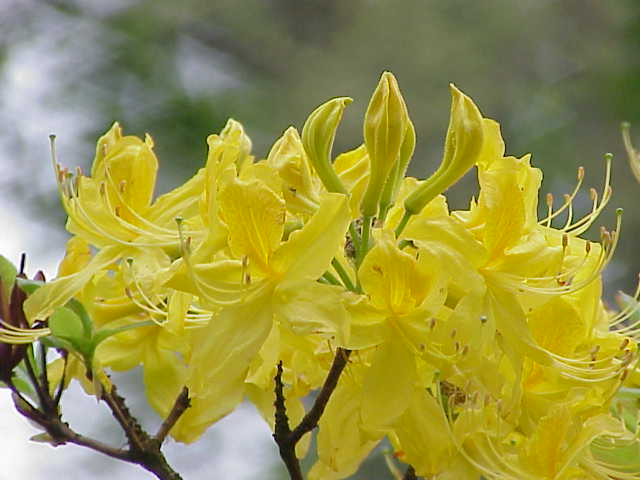
Azalea amarela

| Sistema | Classificação                      | Referência               |
| ------- | ---------------------------------- | ------------------------ |
| Linné   | Classe Pentandria, ordem Monogynia | Species plantarum (1753) |

- Lista completa das espécies